# Estádio Municipal dos Amaros
O Estádio Municipal dos Amaros, mais conhecido como Estádio dos Amaros, é um estádio de futebol pertencente à cidade de Itápolis, no interior do estado de São Paulo.
Abrigava os jogos do Oeste Futebol Clube até 2016.
Possui espaço aberto, arquibancada com capacidade de 14.074 pessoas, assentamento de cimento, quatro banheiros, saída de emergência, três entradas e saídas.

## História
Foi inaugurado em 1928 com a nomenclatura atual, porém uma Lei Municipal de 1989 alterou o nome para Estádio Ideonor Picardi Semeghini ou Picardão, nome que perdurou até o ano de 2010, quando a Prefeitura resolveu resgatar a nomenclatura original.
Em 2016, o estádio sofreu uma reforma para disputa do Campeonato Paulista e teve sua capacidade reduzida para 10.000 torcedores.
Em 2015 e 2016, o Oeste deixou o Estádio dos Amaros para jogar a Série B do Brasileirão no Estádio José Liberatti em Osasco, pois o estádio itapolitano não atendia aos requisitos mínimos da competição. O Oeste jogou pela última vez no Estádio dos Amaros em abril de 2016, num empate diante do XV de Piracicaba.
Em 2017, com o estádio interditado para todas as competições oficiais, o Oeste rompe com Itápolis e transfere sua sede para Barueri e o mando de jogos para a Arena Barueri, deixando de vez a cidade de Itápolis.
Atualmente o estádio só recebe jogos do campeonato amador da cidade.

## Partidas importantes
Amistoso
| 11 de janeiro de 2004 | Oeste                          | 2 – 1 | Palmeiras  | Ideonor Picardi Semeghini, Itápolis - SP |
|                       | Guin 66' · Marcelo Richard 82' |       | 45' Vágner | Público: 9,092                           |

Campeonato Paulista
| 21 de janeiro de 2004 | Oeste | 0 – 1 | Santos    | Ideonor Picardi Semeghini, Itápolis - SP |
|                       |       |       | 45' Jerri | Árbitro: SP Salvio Spíndola Fagundes     |

| 31 de março de 2009 | Oeste      | 1 – 1          | Palmeiras          | Ideonor Picardi Semeghini, Itápolis - SP                 |
| 19:30               | Ademar 52' | Súmula Borderô | 70' Maurício Ramos | Público: 5,151 Árbitro: SP Rodrigo G. Ferreira do Amaral |

| 23 de janeiro de 2011 | Oeste | 0 – 1          | Palmeiras  | Estádio dos Amaros, Itápolis - SP                  |
| 19:30                 |       | Súmula Borderô | 86' Patrik | Público: 4,302 Árbitro: SP Welton Orlando Wohnrath |

Torneio do Interior - Final
| 07 de maio de 2011 | Oeste                                      | 3 – 0 | Ponte Preta | Estádio dos Amaros, Itápolis - SP |
|                    | Anselmo Ramon 47', 68' · Fernandinho 90+2' |       |             | Árbitro: José Claudio Rocha Filho |

Brasileiro - Série C - Final
| 1 de dezembro de 2012 | Oeste                       | 2 – 0 | Icasa | Estádio dos Amaros, Itápolis - SP                                       |
| 17:00 (UTC-2)         | Wanderson 10' · Dezinho 58' |       |       | Público: 4,526 Árbitro: PA Dewson Fernando Freitas da Silva (Asp. FIFA) |